# 쿨린

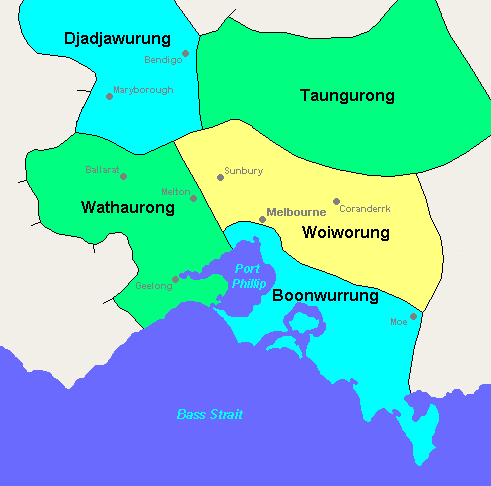
5개 쿨린 동맹국의 간단한 지도

쿨린(Kulin)은 오스트레일리아 빅토리아주 남부에 있던 5개 오스트레일리아 원주민 부족의 동맹체 국가이다. 그들은 영토를 포트 필립(Port Phillip)과 웨스턴 포트 베이(Western Port Bay) 지역에서 그레이트 디바이딩 산맥(the Great Dividing Range)과 로든 강(Loddon River)과 굴번 강(Goulburn River) 기슭까지 확장했다.
유럽인들이 도착하기 전, 쿨린 부족들은 5개의 연관된 언어를 말했다. 그 언어들은 크게 두 가지 종류로 나누어볼 수 있다: 워이워룽(Woiwurrung), 분어룽(Bunurong), 응구라이 일라 워룽(Nguria-illam-wurrung)으로 이루어진 동 쿨린어 그룹과; 와더룽(Wathaurung)이 있는 서 쿨린어 그룹이다. 빅토리아주 중심부는 유럽인들이 도착하기 약 31,000년에서 40,000전부터 사람이 주거해왔다. 유럽인이 도착한 1830년대 당시, 워룬제리(Wurundjeri), 분어룽, 와더룽족으로 구성된 쿨린 동맹국의 인구는 약 20,000명에 못 미치는 것으로 추산되었다. 쿨린족은 낚시나 사냥, 채집으로 먹고 살으며 포트 필립과 인근 초원 지역의 풍부한 식량으로 자급자족이 가능했다.
쿨린족 부족들의 자급자족이 가능한 수렵생활 때문에, 과거를 추정할 수 있는 유물은 한계가 있다. 그러나, 멜버른 지역에는 약간의 문화적, 영적인 중요한 장소들이 남아있다.

## 국가 구성
- 워이워룽(Woiwurrung) – 워룬제리(Wurundjeri)족
- 분어룽(Boonrwrung) – 분어룽(Bunurong 혹은 Boonerwrung)족
- 와더룽(Wathaurrung) – 와더룽(Wathaurong)족
- 퉁거룽(Daungwurrung) – 퉁거룽(Taungurong)족
- 자자워룽(Dja Dja Wrung) – 자자워룽(Dja Dja Wurrung 혹은 Jaara)족

### 외교
외부 사람들이 그들의 땅을 통과하거나 방문할 경우, 탠더럼(Tanderrum), 일명 숲의 자유라고 불리는 의식이 거행된다. 이 의식은 외부인들의 안전한 통행, 땅과 자원에 대한 임시적인 접근과 사용을 허가하는 것이다. 이것은 땅 주인의 환대와 선물의 교환을 포함한 외교적인 의식이다.

## 참고 문헌
- People of the Merri Merri. The Wurundjeri in Colonial Days., by Isabel Ellender and Peter Christiansen. ISBN 0-9577728-0-7
- The First Residents of Melbourne's Western Region, by Gary Presland. ISBN 0-646-33150-7
- Wauthaurong Too Bloody Strong: Stories and life journeys of people from Wauthaurong, by Bruce Pascoe (ed.) (1997), Pascoe Publishing Pty Ltd, Apollo Bay, Victoria, Australia. ISBN 094708731-1